# 水心會
水心會本部事務所位於長崎縣長崎市風頭町（過去為長崎市愛宕4丁目508-7） ，日本的指定暴力團之一・六代目山口組的2次團體。2007年4月 解散、構成員在解散時約30餘人。

## 略史
長崎縣最大組織，五代目山口組在縣內唯一的2次團體・松本組（組長・松本敏久），在1994年末 提出解散，同組舍弟頭・水田組組長「水田元久」後續團體（水心會）組成。
2007年4月17日，市長選舉期間，水心會會長代行城尾哲彌，在長崎市街頭槍殺在任的長崎市市長・伊藤一長（也是欲續任的候選人），被以現行犯逮捕。隔日，市長身亡。事件後的18日、六代目山口組高層召開緊急最高幹部會議，會中決定對水心會會長・水田元久的「除籍」處分。隔日、水田氏至長崎縣警察本部表明自身的引退，並提出水心會的「解散」申請。
水心會「解散」後，原水心會・若頭為中心人物的後續新團體「清田會」組成，原水心會的大半組員移入該組織。清田會、成立後為六代目山口組另一團體「伊豆組」（組長・青山千尋；福岡市）所收編。
2008年11月5日、在二代目伊豆組任職舍弟的清田會會長・清田隆紀昇格為山口組直系組長的人事發表。

## 最高幹部
- 會長・水田元久（六代目山口組若中、水田組初代組長）
- 會長代行・城尾哲彌（城尾組組長）
- 若頭・清田隆紀
- 本部長・水田重規（二代目水田組組長）

## 其他組員
- 〔姓氏不明〕（永田組組長）

## 資料來源
1. ↑  山口組　緊急最高幹部が即決！　長崎市長射殺で水心会〈会長除籍〉解散！週刊実話 2007/5 （页面存档备份，存于）